# Władysław Szuszkiewicz
Władysław Szuszkiewicz, né le 12 novembre 1938 à Vilnius en Lituanie et mort le 14 novembre 2007 à Szczecin, est un kayakiste polonais. 

## Carrière
Władysław Szuszkiewicz participe aux Jeux olympiques de 1972 à Munich et remporte la médaille de bronze en K-2 1000m avec Rafał Piszcz.